# Im 6. Stock (1961)
Im 6. Stock ist ein deutscher Spielfilm aus dem Jahre 1961. Unter der Regie von John Olden spielen seine Ehefrau Inge Meysel sowie Sabine Sinjen, Helmuth Lohner und Klausjürgen Wussow die Hauptrollen.

## Handlung
Die Geschichte spielt in Paris, in einem typischen Mietshaus, in dem die unterschiedlichsten Parteien untergebracht sind. Es gibt Zwischenmenschliches und Techtelmechtel, Streitereien und zarte Amouren. Einigkeit zwischen den einzelnen Bewohnern herrscht vor allem bezüglich der Hauswirtin Maret. Diese führt nämlich ein strenges Regiment. Als erstes würde sie liebend gern den Hungerkünstler Max Lescalier mitsamt seiner klatschsüchtigen Frau Germaine, die grundsätzlich ihre Nase in Dinge steckt, die sie nichts angehen, vor die Türe setzen. Denn mit seinen Gemälden verdient Max nicht das nötige Geld, um die Miete regelmäßig zu bezahlen. Ständig fordert Germaine Madame auf, ihnen die Miete noch ein weiteres Mal zu stunden. Doch diesmal hat die Hausbesitzerin die Nase voll: sie kündigt den Lescaliers an, sie noch heute vor die Tür zu setzen. Die zauberhafte Thérèse Hochepot, eine junge, ein wenig gehbehinderte Frau wiederum ist die Gutherzigkeit in Person. Sie drückt Madame Maret die Miete für eine bescheidenere Unterkunft innerhalb des 6. Stocks in die Hand, in der die Lescaliers auf ihre Kosten wohnen können – unter der Bedingung absoluten Stillschweigens gegenüber den Lescaliers. Auch die leichtlebige Jeanne, die ihre Liebhaber im Monatstakt zu wechseln scheint, bekommt es mit Madame zu tun, denn Jeanne schuldet noch zwei Monatsmieten. Bei Thérèse wohnt ihr Vater Monsieur Hochepot, ein Buchhalter mit schriftstellerischen Ambitionen. Abend für Abend diktiert er seiner Tochter Texte zu einem Roman, den man getrost in die Rubrik „Trivialliteratur“ einordnen kann.
Eines Tages zieht mit dem Studenten und Freizeitkomponisten Pierre Jonval ein neuer Mieter ein. Er bringt frischen Wind in den 6. Stock durch seine unbekümmerte, vielleicht ein wenig leichtlebige, aber sehr frische und direkte Art. Er wird die frei gewordene Wohnung der Lescaliers übernehmen. Rasch freundet er sich mit Thérèse Hochepot an, die sich in ihn verliebt. Auch Germaine, wie stets von unbändiger Neugier gegenüber sämtlichen Geschehnissen im 6. Stock getrieben, sucht gern seine Nähe. Er wiederum bevorzugt jüngere Semester und beginnt sogleich, mit der gelangweilten Jeanne zu flirten. Zwischen beiden kommt es zu einem Kuss. Der junge Jojo, ein Freund der Familie Hochepot, hat sich heimlich in Thérèse verliebt, getraut sich aber nicht, ihr seine Gefühle zu offenbaren. Er gesteht Monsieur Hochepot seine Liebe zu dessen Tochter. Hochepot erwidert ihm, er solle sich Thérèse aus dem Kopf schlagen, sie wolle „höher hinaus“, und was könne er ihr schon bieten. Währenddessen bekommt Jonval Besuch von einer nicht näher benannten Dame in Grau, die sich aus Sentimentalität heraus noch einmal ihre alte Wohnung anschauen möchte, in der jetzt Jonval lebt und mit der sie ganz bestimmte, intensive Erinnerungen verbindet.
Am kommenden Tag feiert Thérèse ihren Geburtstag, zu dem Jonval ihr ein Ständchen am Klavier spielt und dazu singt. Als alle anderen Sechststöckler von der Thérèse zu Ehren ausgerichteten, abendlichen Feier bereits gegangen sind, beginnt Jonval auch mit ihr zu flirten und küsst das scheue und unsichere Mädchen, das diese Zuneigungsbekundung nicht so recht zu deuten weiß, aber dennoch so sehr ersehnt hatte. Sie ist Wachs in seinen Händen, und beide verbringen die kommende Nacht miteinander. Jonval verreist anschließend nach Saint-Tropez. Als er in Begleitung der Dame in Grau zurückkehrt, sieht ihn Germaine aus ihrem Auto steigen. Thérèse hat zu diesem Zeitpunkt gerade Besuch von ihrem Arzt, der ihr mitteilt, dass sie schwanger ist. Das Mädchen ist verzweifelt und weiß nicht, wie sie dies dem ewigen Sonnyboy und Womanizer Jonval klarmachen soll. Thérèse schreibt ihm einen Brief und schiebt diesen unter Jonvals Zimmertür durch, als gerade die Dame in Grau zu Besuch ist. Als diese erfährt, dass ihr Liebhaber die Unerfahrenheit und Unbekümmertheit der jungen Thérèse ausgenutzt hat, macht sie Jonval schwere Vorwürfe. Bald weiß der gesamte 6. Stock von Jonvals Sexeskapade. In ihrer Verzweiflung schluckt die kleine Hochepot eine Überdosis Pillen. Sie wird gerettet und erholt sich bald. Nun stehen all ihre Nachbarn vom 6. Stock Thérèse zur Seite. Eine letzte Aussprache mit Jonval führt zur endgültigen Trennung, er zieht aus. Jojo gesteht nun endlich Thérèse seine Liebe. Sie ist darüber überglücklich und bittet ihren Vater, Jojo als Schwiegersohn anzuerkennen. Er gibt seinen Segen, und in der Schlussszene fahren die Bewohner des 6. Stocks mit mehreren Taxen zum Standesamt.

## Produktionsnotizen
Die Dreharbeiten zu Im 6. Stock fanden im Oktober 1961 in den Real-Film-Studios in Hamburg-Tonndorf und vor Ort in Paris (Außenaufnahmen) statt. Der Film wurde am 20. Dezember 1961 uraufgeführt.
Hermann Höhn hatte die Herstellungsleitung, Karl Junge hatte die Produktionsleitung. Die Bauten stammen aus den Händen von Mathias Matthies und Ellen Schmidt. Die Liedtexte zu Franz Grothes Musikkomposition lieferte Willy Dehmel. Klaus König assistierte Chefkameramann Heinz Hölscher.
Inge Meysel, Gert Niemitz und Charlotte Kramm spielten auch in den beiden zuvor gedrehten Fernsehfassungen von 1954 bzw. 1958 dieses beliebten Boulevardstoffs mit und verkörperten dort dieselben Rollen wie in der Kinofassung von 1961.

## Kritiken
Im Lexikon des Internationalen Films heißt es: „Heiter-rührende Unterhaltung in der Art eines französischen Volksstückes.“
Paimann’s Filmlisten resümierte: „Eine meist burleske, zuweilen versonnene Fabel, der man -- von Deutschen, das franz. Milieu treffend, flüssig inszeniert und sympathisch gespielt -- den Bühnenvorwurf nur wenig ansieht. Witzige Dialoge, passende Illustrationsmusik.“